# The Fifth Elephant
The Fifth Elephant (letteralmente "Il quinto elefante") è un romanzo fantasy umoristico di Terry Pratchett del 1999. Costituisce il 24mo romanzo ambientato nel Mondo Disco e il 5° del Ciclo della Guardia. Vi si introducono per la prima volta le "clack", un sistema semaforico di comunicazione per lunghe distanze. Il romanzo è stato candidato al Locus Award nel 2000.

## Trama
Un nuovo sistema di segnalazioni continentali permette rapide comunicazioni e un aumento delle relazioni tra paesi. Per questo motivo (anche), Lord Vetinari spedisce un ambasciatore nella ridente contrada di Überwald, ricca di miniere, di ferro e di grasso, nonché di vampiri, lupi mannari e nani di profondità. L'ambasciatore è il Duca di Ankh-Morpork, ovvero Samuel Vimes. 
Come se la caverà il rude comandante della Guardia con le finezze della diplomazia?
Come se la caverà da sola la Guardia Cittadina, in assenza non solo del comandante, ma anche del Capitano Carota? 
Riuscirà Carota (attualmente in vacanza proprio a Überwald), accompagnato solo da Gaspode, il cagnolino parlante, a ritrovare Angua, misteriosamente scomparsa da Ankh-Morpork in quei giorni? 
Riuscirà il comandante Vimes a risolvere il mistero della sparizione della mitica pagnotta del Re dei Nani? 
Riuscirà Vimes, soprattutto, a scampare al sadico e sanguinario Wolfgang, lupo mannaro nonché fratello folle di Angua? 
Riuscirà, infine, a mostrare cos'è la Legge in un posto del genere? 